# Jean-François Bédénik
Jean-François Bédénik (Seclin, 20 novembre 1978) è un allenatore di calcio e calciatore francese, di ruolo portiere, attuale preparatore dei portieri del Saint-Étienne.